# Castletown House
Castletown House es una palacete histórico que se encuentra en Celbridge, en el Condado de Kildare, Irlanda. Es la casa de campo más grande de Irlanda. 

## Historia
Se trata de un imponente edificio fundado en 1722 por William Conolly (1662-1729), presidente del Parlamento Irlandés, y en aquel momento el hombre más rico del país. El edificio sigue el estilo del palladianismo, y en el proyecto participaron importantes arquitectos, como Alessandro Galilei, Sir Edward Lovett Pearce y William Chambers.El diseño de Castletown es parecido al de la Leinster House en Dublín, y ambas influyeron al arquitecto irlandés James Hoban para construir la Casa Blanca en Washington.
La mansión fue heredada por Tom Connolly en 1758 y la decoración interior fue entonces acabada por su esposa, Lady Louisa (tataranieta de Carlos II de Inglaterra) durante los años 1760 y 1770.
En el siglo XX, Desmond Guinness adquirió la propiedad de la casa, evitando que fuera derruida.
Actualmente pertenece al Estado, y está abierta al público.

## La Leyenda de Castletown
En torno a la casa de Castletown existe una leyenda que incluye la figura del Demonio. Se dice que una noche Tom Connolly lo invitó a cenar. 
Una tarde, cuando Connolly estaba cazando por los alrededores, se hizo amigo de un desconocido y lo invitó a la cena. Cuando el invitado se quitó las botas, Connolly vio con horror que tenía pezuñas. Disimulando con rapidez, hizo que se sentara a esperar la cena, mientras fue corriendo a buscar al párroco. Cuando el buen hombre acudió a la mansión, intentó ahuyentar al Diablo, provocando que rompiera un gran espejo del salón. Asustado, el Demonio escapó, rompiendo asimismo el hogar al salir por la chimenea. 
Hoy en día, se puede ver el espejo roto y el hogar de la chimena, que corrió la misma suerte. 

## Connolly's Folly
"Connolly's Folly" o "The Obelisk" es una estructura obelística cercana a Castletown House, construida en 1739. Fue encargado por Katherine Conolly para honrar a su esposo. Mide 42 metros de alto y está decorada con formas de piedra. Es obra del arquitecto Richard Castle.

## La casa como museo
El interior de la casa tiene dos peculiaridades arquitectónicas: la "Long Gallery" (la gran galería), una enorme sala de 25 metros elegantemente decorada; y la impresionante escalera principal en el hall, de viga voladiza y hecha con la blanca piedra de Portland.
Para acceder a la entrada de la casa se debe recorrer un camino, rodeado de árboles y campos verdes, que dista unos 800 metros desde el acceso a los terrenos. 
Hay visitas guiadas que explican la historia de la casa, y que enseñan las instalaciones.